# Avenida Avellaneda
La avenida Avellaneda es una arteria vial de la Ciudad de Buenos Aires, Argentina.

## Características
La avenida recorre los barrios de Vélez Sársfield, Floresta, Flores y Caballito.
Corre de oeste a este paralela a la avenida Rivadavia.
Su sentido de circulación vehicular es únicamente hacia el este en la totalidad de su recorrido (antes de los años 80 era de doble mano entre las calles Paysandú y Mercedes).

## Recorrido
La avenida nace desde la calle Río de Janeiro siendo la continuación de la calle Bartolomé Mitre, en el límite entre los barrios de Almagro y Caballito. Transcurre por el norte de este último barrio, en su paso atraviesa el Estadio Arquitecto Ricardo Etcheverri correspondiente al Club Ferro Carril Oeste.
Al cruzar la Avenida Donato Álvarez ingresa al barrio de Flores, en ese punto se encuentra la Plaza del Ángel Gris, antes llamada Plaza Aramburu.
Esta área se caracteriza por su gran movimiento comercial, vehicular y peatonal; cruza las avenidas Boyacá y Nazca.
Los comercios siguen luego del cruce con la calle Cuenca, ya en el barrio de Floresta. Bordea la Plaza Vélez Sársfield y 200 m más adelante luego del cruce con la Avenida Segurola donde se angosta, ingresa al barrio del Vélez Sársfield. En este barrio recorre solo 400 m, finalizando en la calle Carrasco y convirtiéndose en un pequeño pasaje de dos cuadras con el nombre de Rosalía de Castro.

## Toponimia
Recibe el nombre del Gobernador de Tucumán, Don Marco Avellaneda ejecutado en Salta en el año 1841, padre del Dr. Nicolás Avellaneda presidente de la Nación entre 1874 y 1880.

## Sector de locales mayoristas
En el sector del barrio que va de la altura 1800 a 2500 (y en sus calles perpendiculares) se ubican locales mayoristas de ropa. Es distintiva de esta zona de calles y un factor diferencial de la avenida (es conocida por los vecinos y transeúntes) por ser característica por vender indumentaria barata directa de fábrica. Al mismo tiempo, a partir de enero de 2013, comenzó a tener cierta controversia la rivalidad existente entre "manteros" no legalizados con los locales, los cuales no reconocen su legitimidad "por ser competencia directa", caso que ninguno pudo comprobar.

## Cruces y lugares de importancia
A continuación se muestra un mapa esquemático de los principales cruces con otras calles y avenidas de la ciudad de Buenos Aires.
|  |  | CONTg |

|  | STRq | KRZ | CONTfq |

|  |  | STR |

|  | RMq | KRZ | RMq |

|  | RMq | KRZ | RMq |

|  |  | STR |

|  |  | RM | STADIUM |

|  | STRq | RMKRZ | STRq |

|  |  | RM |

|  | STRq | RMKRZ | STRq |

|  |  | RM | lNAT |

|  | RMq | RMKRZ | RMq |

|  |  | RM |

|  | RMq | RMKRZ | RMq |

|  |  | RM |

|  |  | RM | lNAT |

|  |  | RM |

|  | STRq | RMKRZ | CONTfq |

|  |  | STR |

|  | STRq | KRZ | STRq |